# Divisão A (Metrô de Nova Iorque)
A Divisão A (Metrô de Nova Iorque), também conhecida como em inglês:  IRT Division é uma divisão da Metropolitano de Nova Iorque, que inclui as linhas operadas com os serviços designados pelos números (, , , , ,  e ), e também 42nd Street Shuttle ().
Estas linhas e serviços foram operadas pelo Interborough Rapid Transit Company (o primeiro operador do sistema de metrô da cidade de Nova Iorque), antes de 1940, quando a companhia foi adquirida pela prefeitura municipal da cidade.